# Сланець (округ Кошиці-околиця)
Сла́нець, Сланец (словац. Slanec) — село в окрузі Кошиці-околиця Кошицького краю Словаччини. Площа села 20,46 км². Станом на 31 грудня 2016 року в селі проживало 1465 жителів.

## Історія
Перші згадки про село датуються 1230 роком.

## Географія
Протікають річка Грабовець і Брадловий потік.

## Населення
| Рік:            | 1994. | 2004.   | 2014.   | 2024.   |
| --------------- | ----- | ------- | ------- | ------- |
| Кількість осіб: | 1231  | 1315    | 1445    | 1500    |
| Різниця:        |       | +6,82 % | +9,88 % | +3,80 % |

| Рік:            | 2023. | 2024.   |
| --------------- | ----- | ------- |
| Кількість осіб: | 1481  | 1500    |
| Різниця:        |       | +1,28 % |